# Alejandro Ghilloni Molera
Alejandro Ghilloni Molera (Barcelona, 1860-Barcelona, 1948) fue un escultor español.

## Biografía
Nacido en 1860 en Barcelona, estudió en la Escuela de Bellas Artes de su ciudad natal, y en 1878 ingresó en la Academia de Artes decorativas de París. A su regreso a España entró en el taller del escultor Fuxá, y después en el de Agapito Vallmitjana. Estableció taller de escultura por su cuenta, pero tuvo que dejarlo por problemas familiares. Durante su carrera artística ejecutó entre otros trabajos los siguientes, además de un gran número de bustos y retratos: Un soldado en campaña (que se conservaba en el Museo-Biblioteca Balaguer), Busto de Dante (premiado en varias exposiciones), La nasio (estatua), Catalunya independent, un retrato del escultor Campeny que poseía el Ayuntamiento de Mataró, grupo de los sagrados corazones de Jesús y María, La Virgen del Pilar, un busto-retrato del general Prim y un busto-retrato de F. Bonaplata, además de las estatuas monumentales (grupo) remate de los talleres de fundición del hijo de Ignacio Damians. Falleció en 1948 en Barcelona.